# Ганбэй
Ганбэ́й (кит. упр. 港北, пиньинь Gǎngběi) — район городского подчинения городского округа Гуйган Гуанси-Чжуанского автономного района (КНР).

## История
Во времена империи Тан в 612 году была создана Наньиньская область (南尹州). В 635 году она была переименована в Гуйчжоускую область (贵州). Во времена империи Мин область была в 1369 году понижена в статусе, став уездом Гуйсянь (贵县).
После вхождения этих мест в состав КНР в конце 1949 года был образован Специальный район Юйлинь (郁林专区) провинции Гуанси, и уезд вошёл в его состав. В 1951 году Специальный район Юйлинь был расформирован, и уезд перешёл в состав сначала Специального района Наньнин (南宁专区), а через месяц — в состав Специального района Биньян (宾阳专区). В 1952 году уезд Гуйсянь перешёл в состав Специального района Жунсянь (容县专区).
В 1958 году провинция Гуанси была преобразована в Гуанси-Чжуанский автономный район. Специальный район Жунсянь был расформирован, и уезд перешёл в состав Специального района Юйлинь (玉林专区). В 1971 году Специальный район Юйлинь был переименован в Округ Юйлинь (玉林地区).
В 1988 году уезд Гуйсянь был преобразован в городской уезд Гуйган.
Постановлением Госсовета КНР от 27 октября 1995 года городские уезды Гуйган и Гуйпин, а также уезд Пиннань были выделены из округа Юйлинь в отдельный городской округ Гуйган; городской уезд Гуйган был при этом расформирован, а на его землях были образованы районы городского подчинения Ганбэй и Ганнань, и административный район Циньтан.

## Административное деление
Район делится на 1 уличный комитет, 3 посёлка и 4 волости.